# Музыка Лихтенштейна
Музыка Лихтенштейна тесно связана с австрийской, немецкой и швейцарской музыкой. В Лихтенштейне родился известный композитор Йозеф Райнбергер (1839—1901), который был наставником Энгельберта Хумпердинка и другом Франца Листа.
Текст гимна Лихтенштейна «Oben am jungen Rhein» был написан в 1850 году Якобом Йозефом Яухом (нем. Jakob Josef Jauch) на музыку «Боже, храни короля», гимна Великобритании.

## Музыкальные организации
Часто посещаемый туристами Лихтенштейн выступает в роли хозяина многих музыкальных фестивалей, включая Дни Гитары (англ. Guitar Days), проводимые ежегодно, и Шубертиаду, проходящую в Фельдкирхе. Фестиваль рок-музыки и металла Wavejam Openair проводится ежегодно в Бальцерсе. Среди музыкальных организаций — Лихтенштейнская музыкальная компания. Радио Лихтенштейн — самая большая радиостанция в стране — известна по всей германоговорящей Европе. В Лихтенштейне более 4000 музыкальных ассоциаций, таких как Liechtenstein Musical Company и Международное общество Йозефа Габриэля Райнбергера (англ. International Josef Gabriel Rheinberger Society).

### Музыкальное образование
Лихтенштейнская школа музыки — самое известное музыкальное учебное заведение в стране, его штаб-квартира расположена в Вадуце, в доме, где в 1839 году родился Йозеф Райнбергер. Также Лихтенштейнская школа музыки вместе с общеобразовательными школами организует музыкальное обучение школьников